# Gilbert Stuart
Gilbert Stuart (Saunderstown, Rhode Island, 3 de desembre de 1755 - Boston, 9 de juliol de 1828) va ser un pintor estatunidenc.
És conegut per als seus retrats de personalitats americanes

## Biografia
Gilbert Stuart va néixer a North Kingstown, Rhode Island, on va rebre el nom de "Stewart". El seu pare, immigrant escocès, va construir i explotar una fàbrica de tabacs.
Va créixer a la ciutat comercial de Newport, on el retratista escocès itinerant, Cosmo Alexander (1724-1772), li va donar la seva primera formació.
Va acompanyar Alexander a Escòcia, però va tornar als Estats Units a la mort del seu cap el 1772.
Tres anys després, el 1775, la vigília de la Revolució Americana, va anar a Londres on va treballar durant cinc anys (1777-1782) com a ajudant del pintor angloamericà Benjamin West. Va exposar a la Royal Academy del 1777 al 1785, amb el nom de Gilbert Charles Stuart el primer any. L'èxit del seu quadre The Skater(Washington DC, National Gallery of Art), pintat el 1782, va iniciar la seva carrera com a retratista.
El 1786 es va casar amb Charlotte Coates i es va traslladar amb ella a Dublín l'any següent. Allà va pintar els retrats de la minoria protestant governant durant més de cinc anys.
Va tornar a Amèrica el 1793 amb la intenció de pintar un retrat de George Washington, el (George Washington (Retrat de Lansdowne)), que establiria la seva reputació a Amèrica. Després d'una estada d'un any a Nova York, va viatjar a Filadèlfia, aleshores la capital dels Estats Units, amb una carta de presentació de John Jay a Washington. Va pintar el primer retrat oficial del president dels Estats Units a l'hivern o principis de la primavera de 1795. No estava satisfet amb el seu primer retrat de Washington, però d'altres sí. Martha Washington li va ordenar un segon i la M William Bingham li va encarregar dos.
Es converteix en el principal retratista de Nova York, Filadèlfia, Washington i Boston. Retrata importants polítics, comerciants rics i immigrants.
Quan Washington es va convertir en la nova capital nacional, s'hi va instal·lar el desembre de 1803. Allà va retratar a James Madison, Thomas Jefferson, William Thornton i altres figures destacades de l'administració de Jefferson.
L'estiu de 1805 es va traslladar al seu estudi de Roxbury a Boston.
Al llarg de la seva vida, joves artistes, inclosos John Trumbull, Thomas Sully, Rembrandt Peale i John Vanderlyn, van buscar el seu consell i van imitar la seva obra. Entre els seus alumnes hi havia els seus fills Charles Gilbert (1787-1813) i Jane (1812-1888).
Els seus models han demostrat la seva fascinació pel seu talent i personalitat enregistrant llargues anècdotes i records de les seves sessions, produint així una literatura inusualment rica sobre un retratista nord-americà.
Gilbert Stuart va morir a Boston el 9 de juliol de 1828.

## Obra

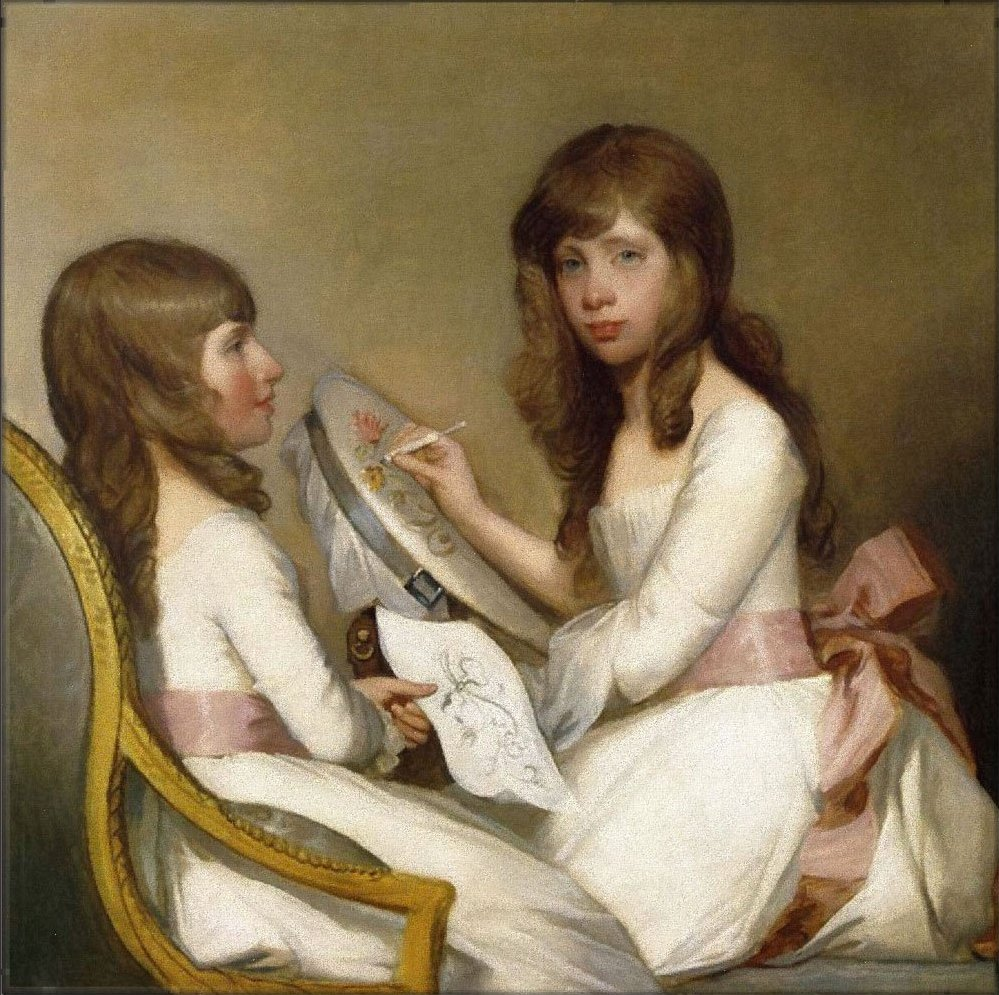
Anna Dorothea Foster i Charlotte Anna Dick(1790-1791), Winston-Salem, Reynolda House Museum of American Art.

Gran part de la seva obra es conserva a Washington a la National Gallery of Art.
- Boston
  - Museu de Belles Arts: George Washington (The Athenæum Portrait), 1796, oli sobre tela, 121 × 94 cm
- Nova York
  - Col·lecció Frick: George Washington (Retrat de Vaughan), 1795, oli sobre tela, 74 × 61 cm.[1]
  - Museu Metropolità: George Washington, 1795, oli sobre tela, 77 × 64 cm.[2]
- Washington:
  - Galeria Nacional d'Art:
    - The Skater(Retrat de William Grant), 1782, oli sobre tela, 245 × 147 cm;[3]
    - George Washington (retrat de Vaughan), 1795, oli sobre tela, 73 × 60 cm ;

  - Galeria Nacional de Retrats:
    - Catherine Brass Yates (Mrs Richard Yates), 1793-1794, oli sobre tela, 76 × 63 cm;[4]
    - George Washington (retrat de Lansdowne), 1796, oli sobre tela, 248 × 159 cm.[5]

- Williamstown, Clark Art Institute: George Washington, oli sobre tela, 73 × 61 cm.[6]

Obres de Gilbert Stuart
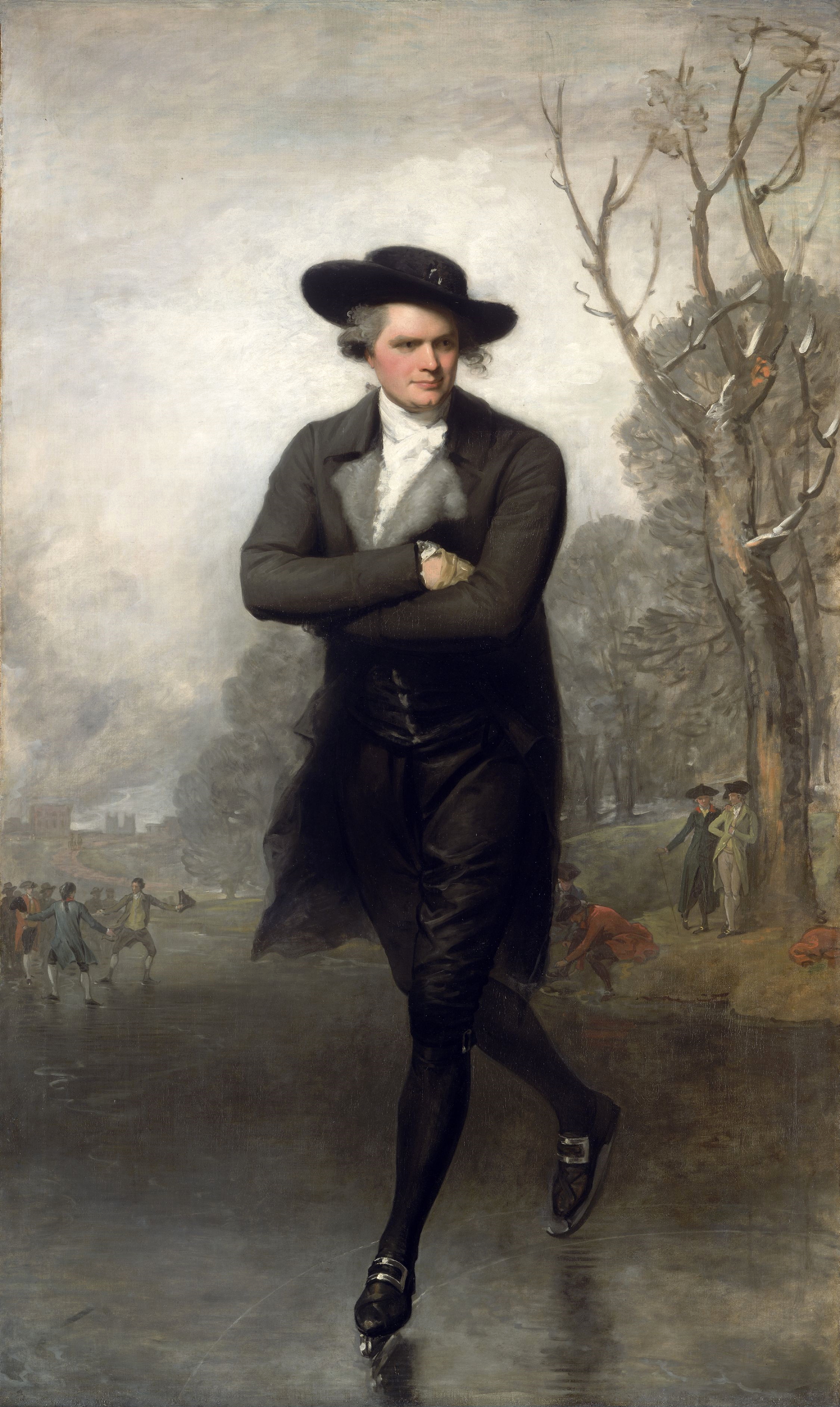
The Skater(1782), Washington, National Gallery of Art.
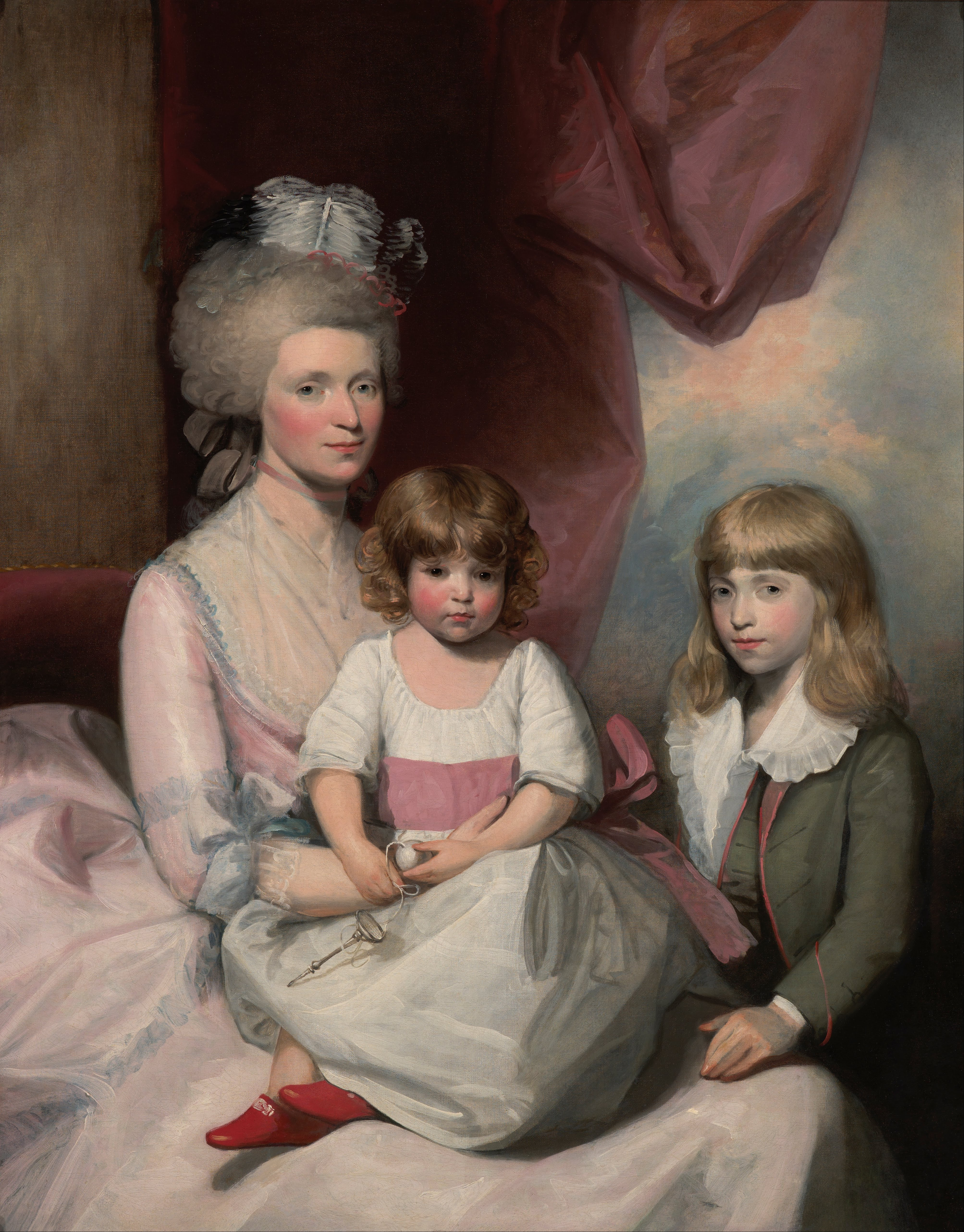
Retrat de família(vers 1783), Museu d'Art d'Indianapolis.
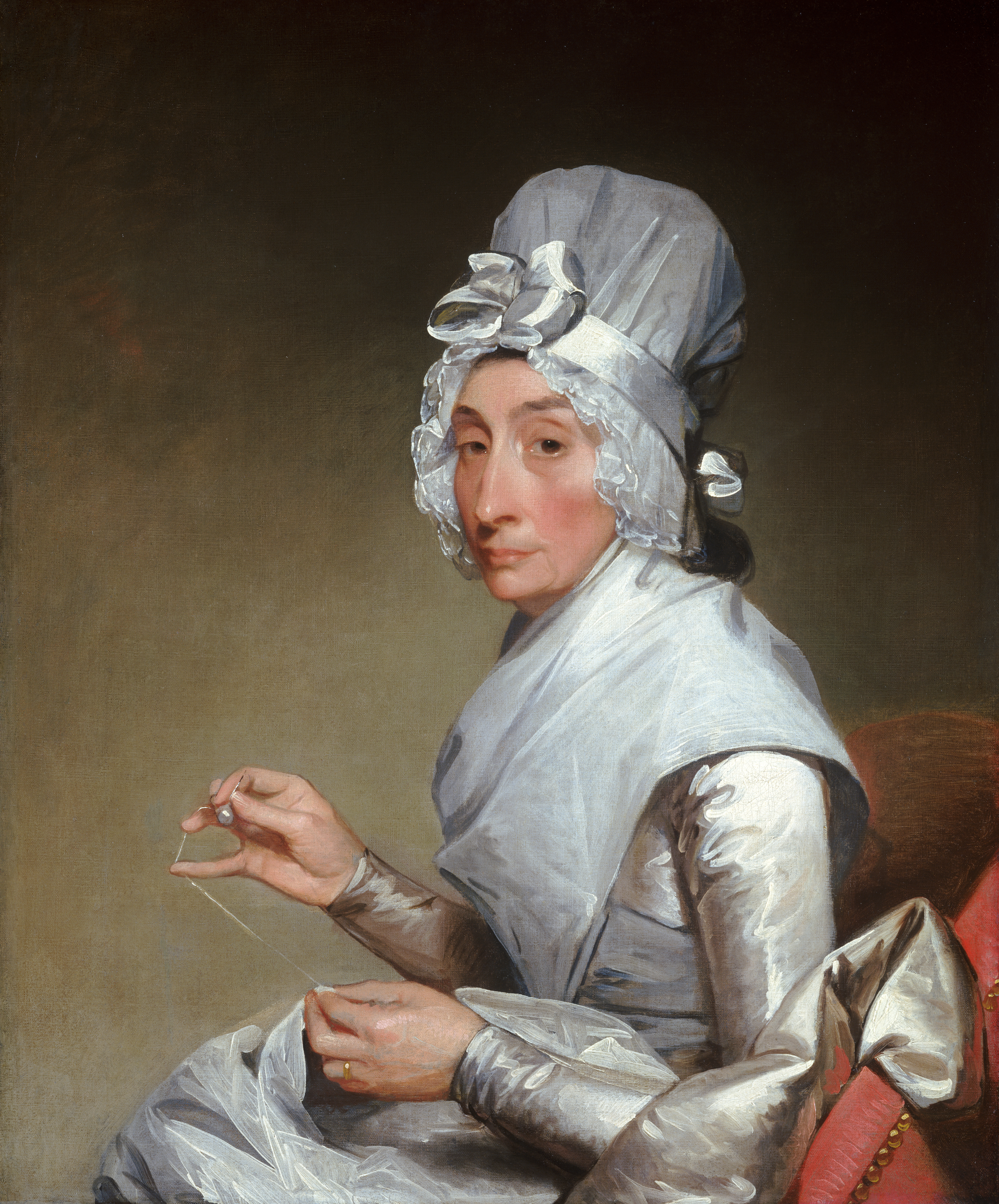
Catherine Brass Yates(1793-1794), Washington, National Portrait Gallery.
George Washington(1795), Nova York, Metropolitan Museum.
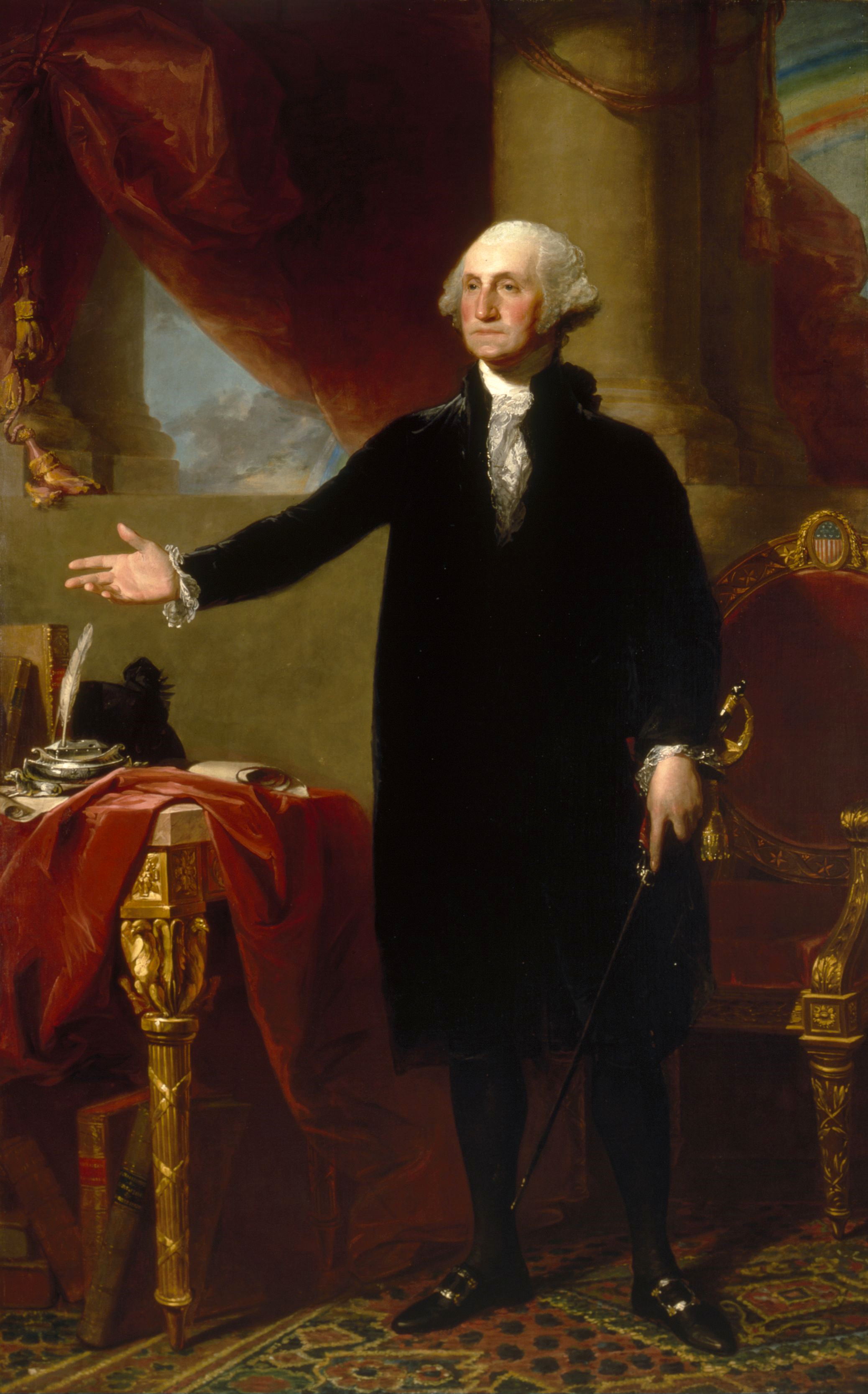
George Washington(1796), Washington, National Portrait Gallery.
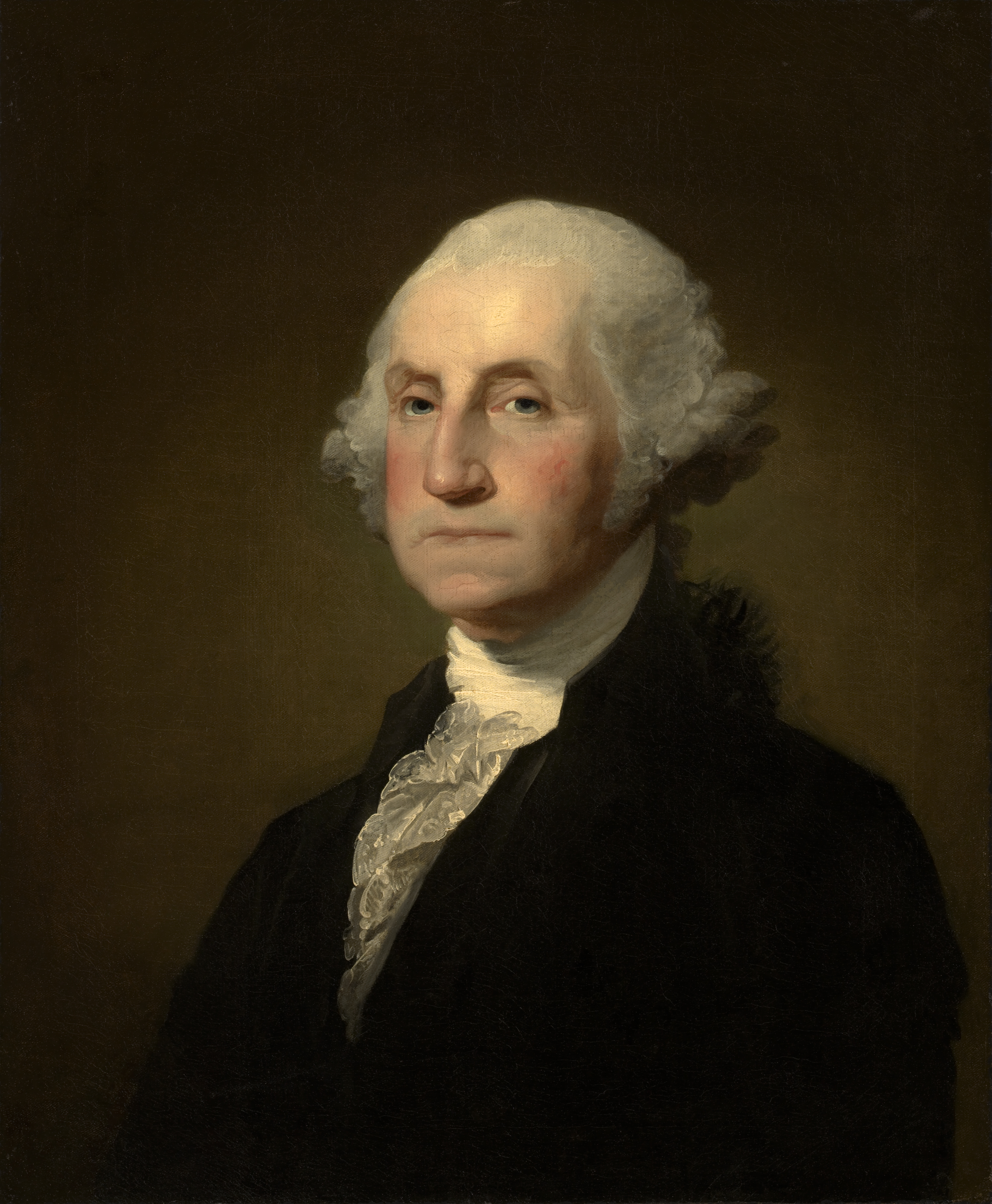
George Washington(1796-1803), Williamstown, Clark Art Institute.
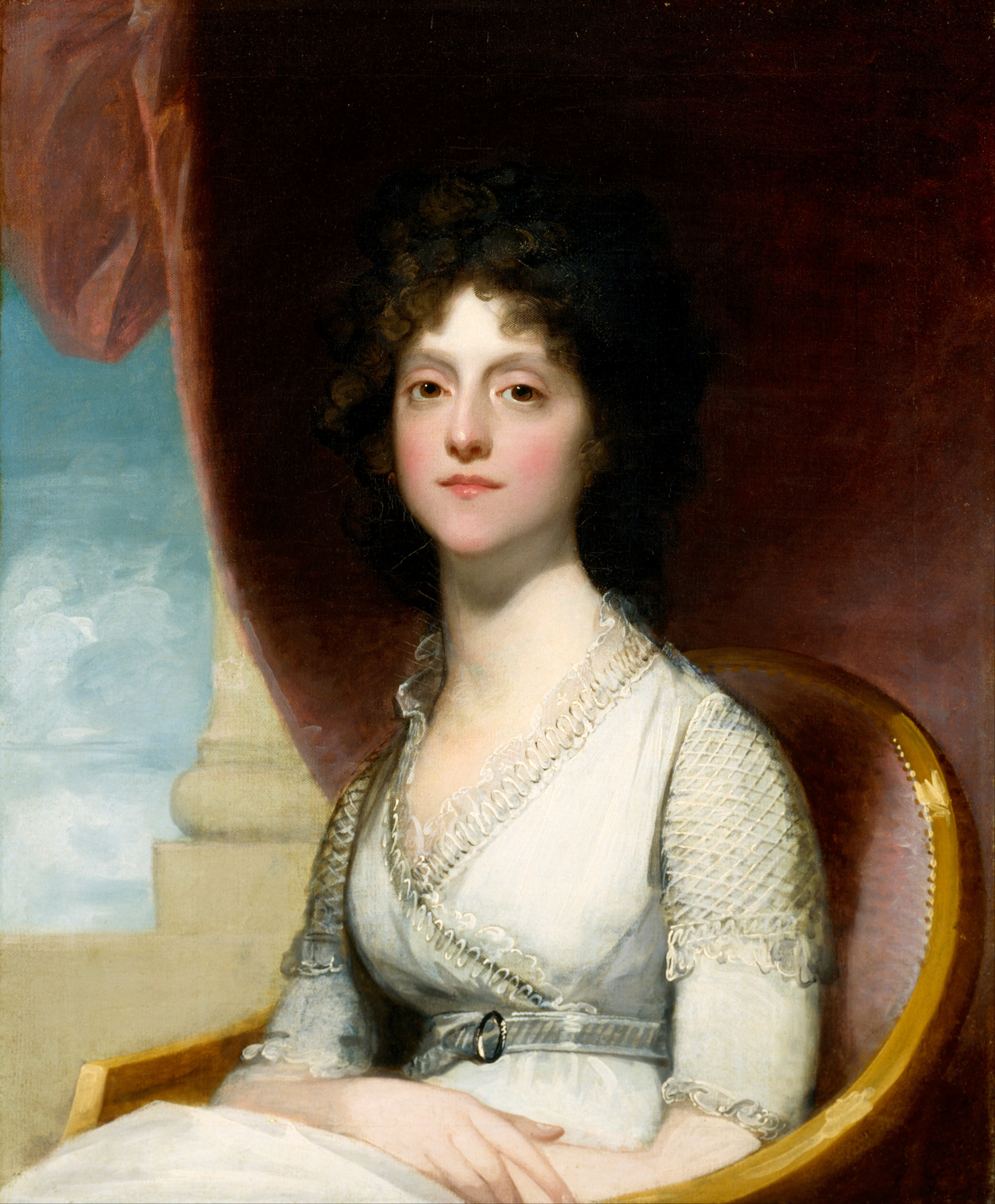
Marianne Ashley Walker(1799), Museu d'Art d'Indianapolis.
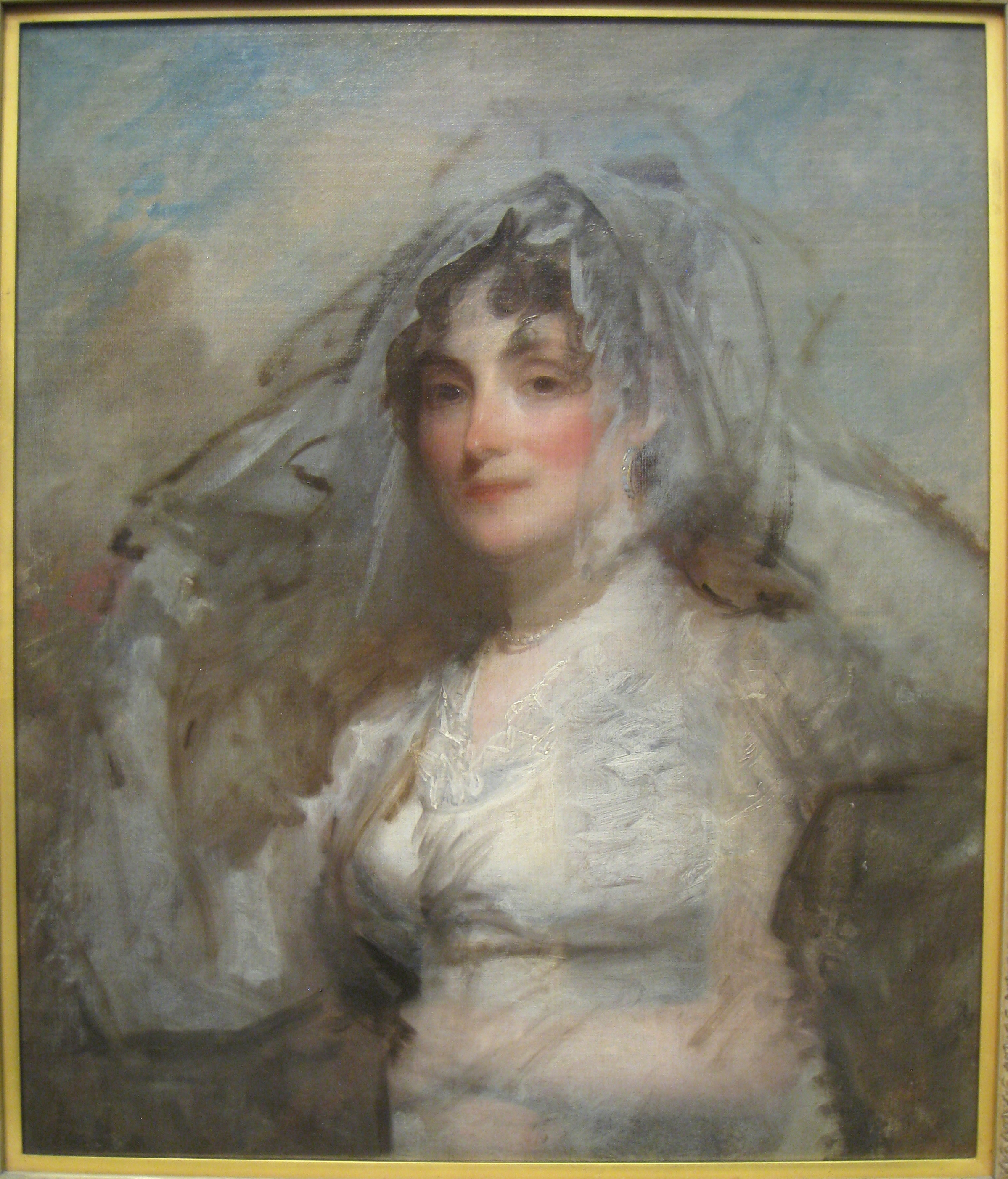
Sarah Wentworth Apthorp, Mrs. Perez Morton(c.1802), Worcester Art Museum.
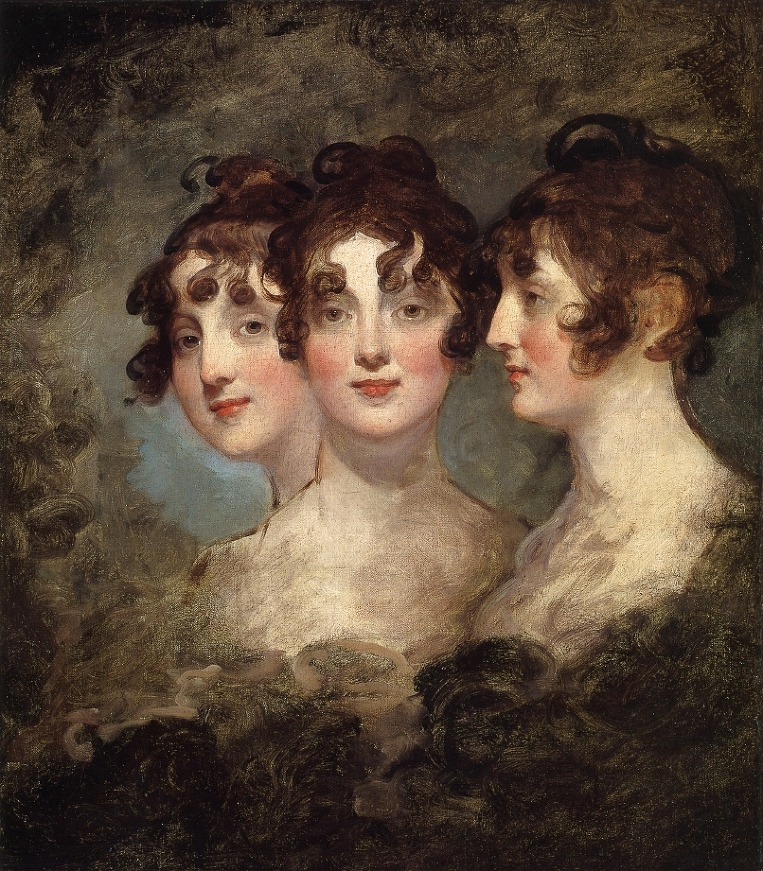
Triple retrat d'Elizabeth Patterson(1804), Nova York, Metropolitan Museum of Art.
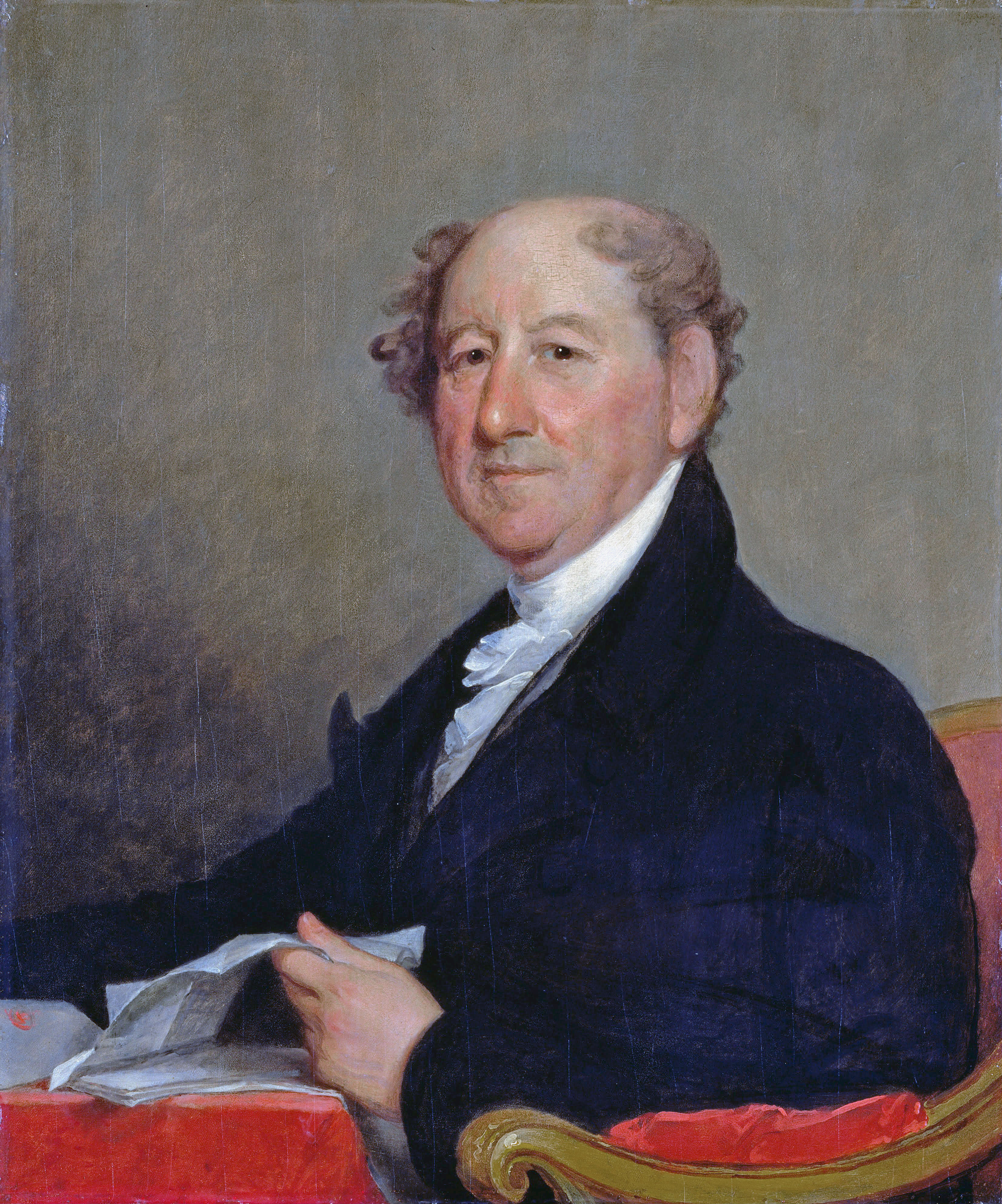
Rufus King(entre 1819 i 1820), Washington, National Portrait Gallery.
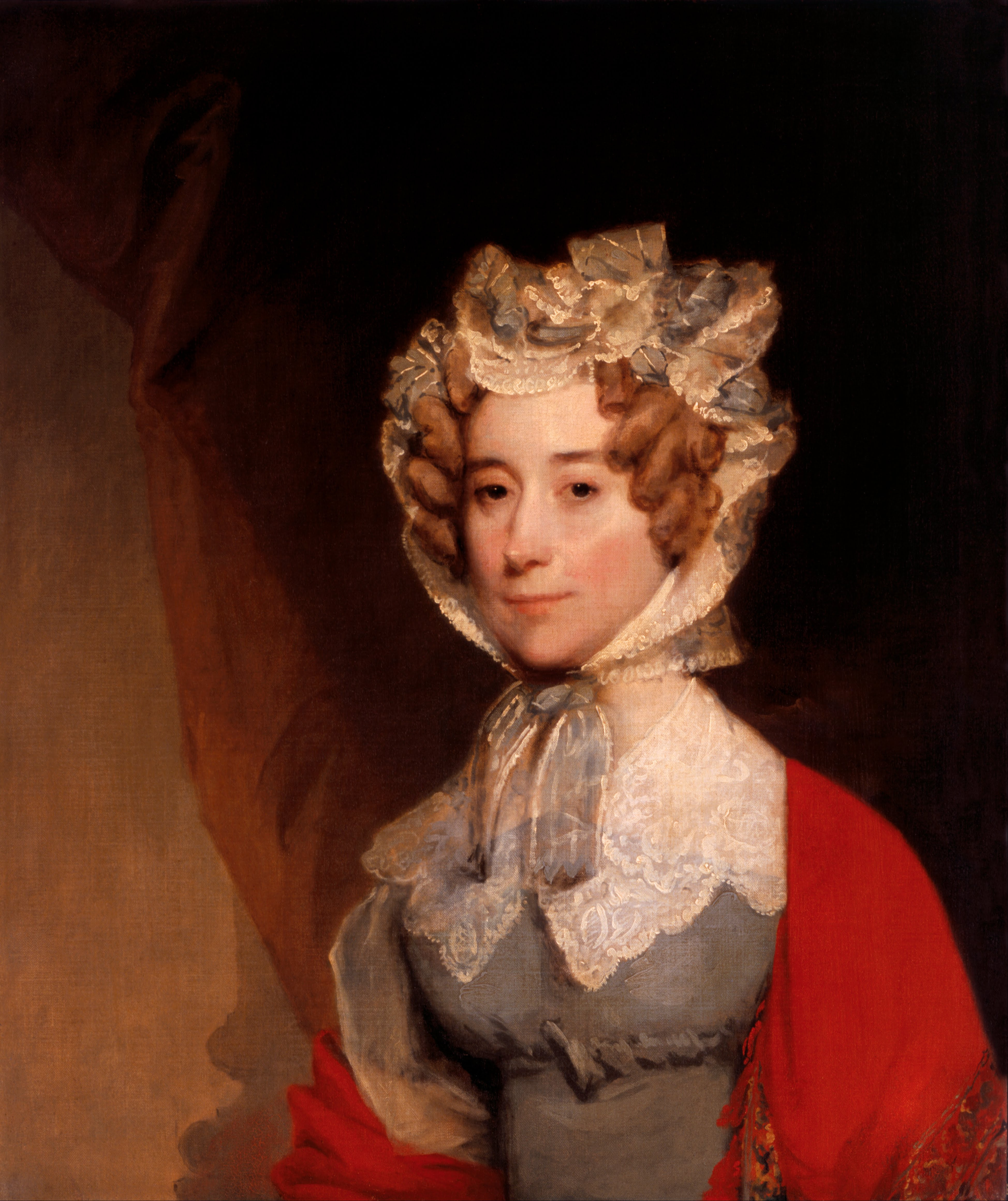
Louisa Catherine Johnson Adams (Mrs. John Quincy Adams)(entre 1821 i 1826), Washington, Casa Blanca.